# 胡悅盈
胡悅盈為台灣女性配音員，藝名方盈。主要擔任KISS Radio的DJ。血型A型，星座處女座。

## 人物介紹
- 中國文化大學劇系畢業。
- 曾任電影、電視、卡通配音員。
- 有限電視主持人。
- 廣播節目主持人及記者。
- 曾任KISS Radio的「KISS MORNING」DJ。
- 中山大學華語中心教師。
- 曾任南風劇團音效設計及演員
- 曾任高雄企劃人聯誼會會長。
- 高雄電影協會理事。
- 現任教育廣播電台的「南方好聲音」節目主持人。

## 獲獎記錄
- 1995年中華民國全國十大環保義工獎。
- 1996年高雄市政府廣播新聞金輪獎團體首獎。
- 1997年新聞局第一屆有線電視【金視獎】綜藝節目主持人優等獎。
- 1997年行政院新聞局廣播社會建設獎。
- 2005年廣播金鐘獎入團文教資訊主持人獎。
- 2010年曾虛白先生新聞獎入圍團體導獎。